# Edvardas Gudavičius
Edvardas Gudavičius (Kaunas, 6 de noviembre de 1929-Vilna, 27 de enero de 2020) fue un historiador lituano. 

## Biografía
Fue uno de los historiadores más conocidos en Lituania, especializado en historia del Gran Ducado de Lituania. Se graduó en ingeniería mecánica por el Instituto politécnico de Kaunas en 1953. Gudavičius comenzó su vida profesional en una fábrica de Kaunas, pero en 1958 se mudó a Vilna. En 1962 se matriculó en la Universidad de Vilna para licenciarse en la carrera de historia. Obtuvo el título de catedrático en 1991. Fue miembro de pleno derecho de la Academia Lituana de Ciencias.
Es conocido por el gran público principalmente por su participación con Alfredas Bumblauskas en el programa de televisión de larga duración Būtovės slėpiniai, programa de entrevistas de divulgación de la historia de Lituania. Frecuentemente, Gudavičius colaboró en varias obras de referencia, entre ellas la Visuotinė lietuvių enciklopedija (Enciclopedia universal lituana), en veinte volúmenes. También publicó trabajos acerca de los Estatutos de Lituania.
Falleció a los noventa años el 27 de enero de 2020, la noticia fue difundida por Universidad de Vilnius a través de las redes sociales.

## Tesis
- 1971 El proceso de persecución de los siervos lituanos y su reflejo en el Primer Estatuto
- 1989 Lituania en la guerra de los bálticos contra la agresión alemana en el siglo XIII

## Publicaciones
- Žymenys ir ženklai Lietuvoje XII-XX a., Vilnius, 1981, 131 p.
- Pirmasis Lietuvos Statutas (con Stanislovas Lazutka), Vilnius, 1983, t. 1, d. 1: Paleografinė ir tekstologinė nuorašų analizė; Vilnius, 1985, t. 1, d. 2: Dzialinskio, Lauryno ir Ališavos nuorašų faksimilės; Vilnius, 1991, t. 2, d. 1: Tekstai senąja baltarusių, lotynų ir senąja lenkų kalbomis. ISBN 5-417-00548-7.
- Kryžiaus karai Pabaltijyje ir Lietuva XIII amžiuje, Vilnius, 1989, 192 p. ISBN 5-420-00241-8.
- Miestų atsiradimas Lietuvoje, Vilnius, 1991, 95 p. ISBN 5-420-00723-1.
- Mindaugas, Vilnius, 1998, 360 p. ISBN 9986-34-020-9.
- Lietuvos istorija. Nuo seniausių laikų iki 1569 metų, Vilnius, 1999, 664 p. ISBN 9986-39-112-1.
- ---- (de Edvardas Gudavičius), Vilnius, 2002, 116 p. ISBN 9955-445-55-6.
- Lietuvos europėjimo keliais: istorinės studijos, Vilnius, 2002, 384 p. ISBN 9955-445-42-4.
- Lietuvos akto promulgacijos kelias: nuo Vytauto kanceliarijos iki Lietuvos Metrikos, Vilnius, 2006, 80 p. ISBN 9986-19-913-1.

## Galardones
- Premio Nacional de Ciencias (otorgado por el estudio sobre el Primer Estatuto de Lituania), 1995.
- Cruz del comendador de la Orden del Gran duque lituano Gediminas, Lituania, 1999.
- Premio nacional lituano de la cultura y de las artes, 1998.
- Gran cruz del comendador de la Orden de Vytautas el Grande, Lituania, 2003.